# Kaple Panny Marie Liliové
Kaple Panny Marie Liliové (fr. Chapelle Notre-Dame-du-Lys) je katolická kaple v 15. obvodu v Paříži, v ulici Rue Blomet. Je připojená k farnosti svatého Jana Křtitele de la Salle.

## Historie
Kapli nechala v roce 1907 vybudovat Kongregace sv. Vincenta z Pauly, která se zde usídlila o dva roky dříve. V roce 1988 po vydání mota proprio Ecclesia Dei papeže Jana Pavla II., kardinál Lustiger povolil, že se zde každou neděli bude slavit tridentská mše.
V roce 2009 vzhledem k nedostatku kněží správu kaple převzala arcidiecéze pařížská.